# Somos (álbum de Christopher von Uckermann)
Somos es el primer álbum como solista del actor y cantante mexicano Christopher von Uckermann.el cual salió a la venta el 16 de noviembre. El disco fue lanzado bajo el sello independiente peerT6H Music, quien abre sus puertas a la industria de la música con el lanzamiento de Christopher Von Uckermann incluido en su álbum debut

## Sencillos
- El primer sencillo del álbum fue «Sinfonía», lanzado a las radios en septiembre de 2010. El 22 de septiembre de 2010 es lanzado a la venta a través de iTunes Store.[1] El 8 de noviembre se estrena el video del sencillo en el sitio oficial de Youtube del cantante.[2]
- En febrero de 2011 se lanza el segundo sencillo del álbum titulado «Apaga La Máquina».
- En junio de 2011 se lanza el tercer y último sencillo del álbum titulado «1, 2, 3».

### Sencillos promocionales
- El 12 de noviembre de 2009 lanza «Vivir soñando», sencillo promocional del cantante como parte de la promoción de la serie que protagonizó, Kdabra.[3]  Se lanzó la versión en portugués del sencillo titulado «Viver Sonhando» para la promoción de la serie en dicho país. El 13 de abril de 2010 es lanzado a la venta a través de iTunes Store ambas versiones.[4][5]

## Lista de canciones
| N.º | Título               | Escritor(es)                                                    | Duración |  |
| 1.  | «Mundo Irreal»       |                                                                 | 4:06     |  |
| 2.  | «Situación perfecta» | Roman X, Dan Vikta, Christopher Von Uckermann                   | 3:44     |  |
| 3.  | «Hacia El Sol»       | Klaus Derendorf, Ximena Muñoz, Christopher Von Uckermann        | 3:52     |  |
| 4.  | «Apaga La Máquina»   | Klaus Derendorf, Claudia Brant, Christopher Von Uckermann       | 3:57     |  |
| 5.  | «123»                | Tiago D'Errico, Christopher Von Uckermann                       | 3:38     |  |
| 6.  | «Sinfonía»           | Jodi Marr, George Noriega, Rob Wells, Christopher Von Uckermann | 3:56     |  |
| 7.  | «Someday»            | Ramez Iskander                                                  | 2:50     |  |
| 8.  | «Somos»              |                                                                 | 4:20     |  |
| 9.  | «Tal vez»            |                                                                 | 2:51     |  |
| 10. | «Mente Mayor»        |                                                                 | 2:52     |  |
| 11. | «Vivir Soñando»      | Christopher Von Uckermann, Gil Cerezo                           | 3:57     |  |
| 12. | «Imaginación»        | Roman X, Vikta, Christopher Von Uckermann                       | 4:16     |  |

### Somos (Deluxe Edition)
El 27 de marzo de 2012 se lanza a la venta la edición deluxe del álbum a través de iTunes Store.  Incluye las 12 canciones de la versión normal y 4 canciones inéditas.

| N.º | Título           | Duración |  |
| 12. | «Beautiful Life» | 4:03     |  |
| 13. | «Right Now»      | 3:17     |  |
| 14. | «Supernova»      | 3:30     |  |
| 15. | «Luna Negra»     | 3:45     |  |

## Posicionamiento
| Lista (2010)                                     | Máxima Posición |
| ------------------------------------------------ | --------------- |
| Estados Unidos - US Billboard - Latin Pop Albums | 14              |
| Estados Unidos - US Billboard - Latin Albums     | 72              |